# سيف الأمازون العثكولي
سيف الأمازون العثكولي (الاسم العلمي:Echinodorus paniculatus) هو نوع من النباتات يتبع جنس سيف الأمازون من الفصيلة المزمارية.